# Euplectini
Euplectini — триба жуков из семейства стафилинидов подсемейства ощупников.

## Описание
Брюшко продолговатое, уплощённое, с семью видными стернитами у самца и с шестью у самки. Щупики всегда мелкие.